# Alexandru Giurgiu
Alexandru Nicu Giurgiu (sinh ngày 25 tháng 9 năm 1992 ở Craiova) là một cầu thủ bóng đá người România thi đấu ở vị trí hậu vệ cho Unirea Alba Iulia.